# Rind (Armenia)
Rind (in armeno Ռինդ?) è un comune di 1 486 abitanti (2008) della Provincia di Vayots Dzor in Armenia.